# Rain (Lech)
Rain is een plaats in de Duitse deelstaat Beieren, en maakt deel uit van het Landkreis Donau-Ries.
Rain (Lech) telt 9.002 inwoners.
In 2009 werd hier de 'Landesgartenschau Bayern' georganiseerd. Ter ere hiervan kwamen praalwagens uit Rijnsburg naar Rain, hetgeen 55.000 kijkers trok.
In Rain werd in 1989 het Gebrüder-Lachner-Museum geopend dat aan de muzikale Lachner-broers is gewijd.

## Geboren
- Theodor Lachner (1795-1877), organist
- Franz Lachner (1803-1890), componist en dirigent
- Ignaz Lachner (1807-1895), componist en dirigent
- Vinzenz Lachner (1811-1893), componist en dirigent
- Michael Raucheisen (1889-1984), pianist
- Bernd Meier (1972-2012), voetbaldoelman

## Galerij

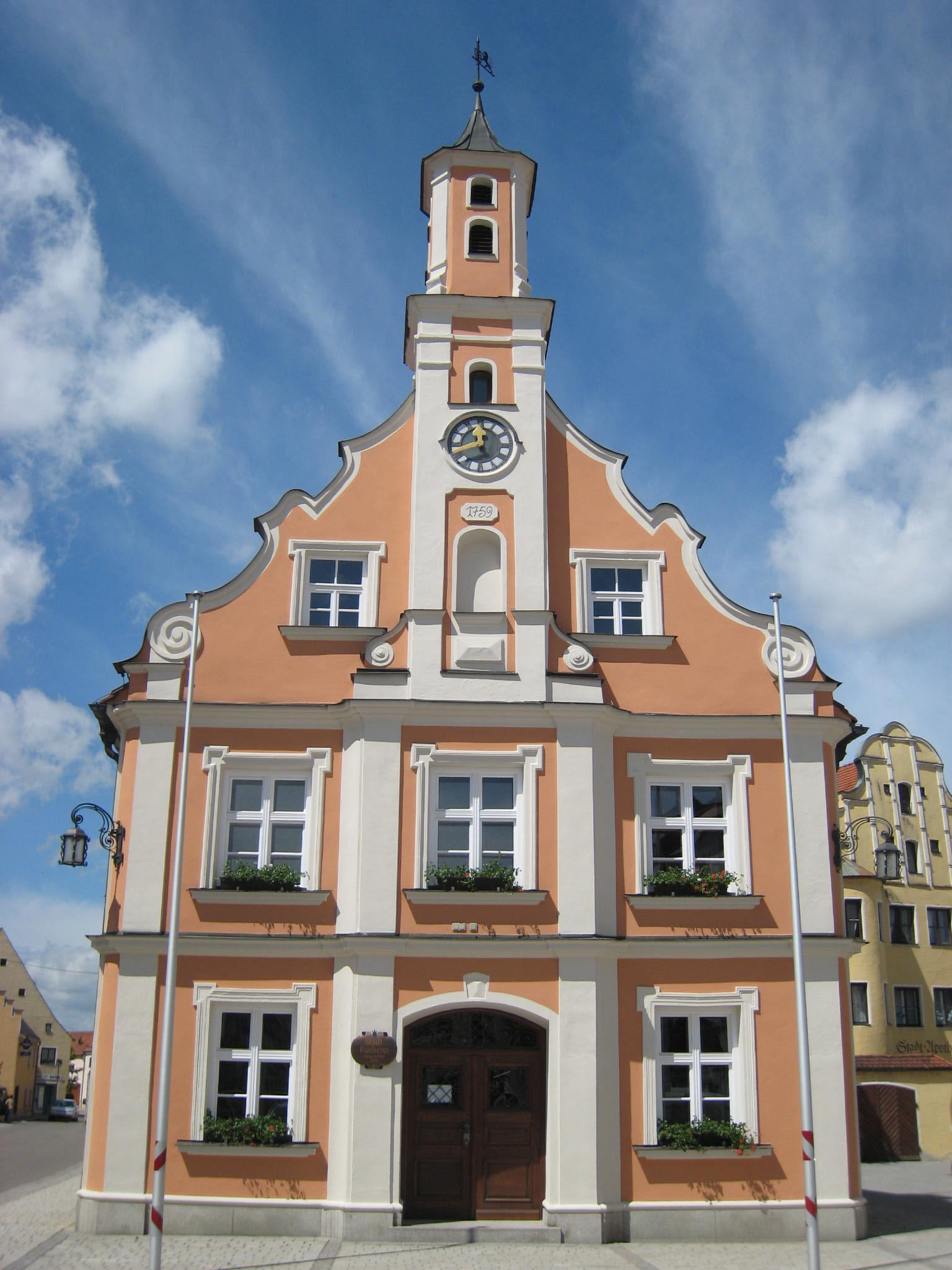
Raadhuis
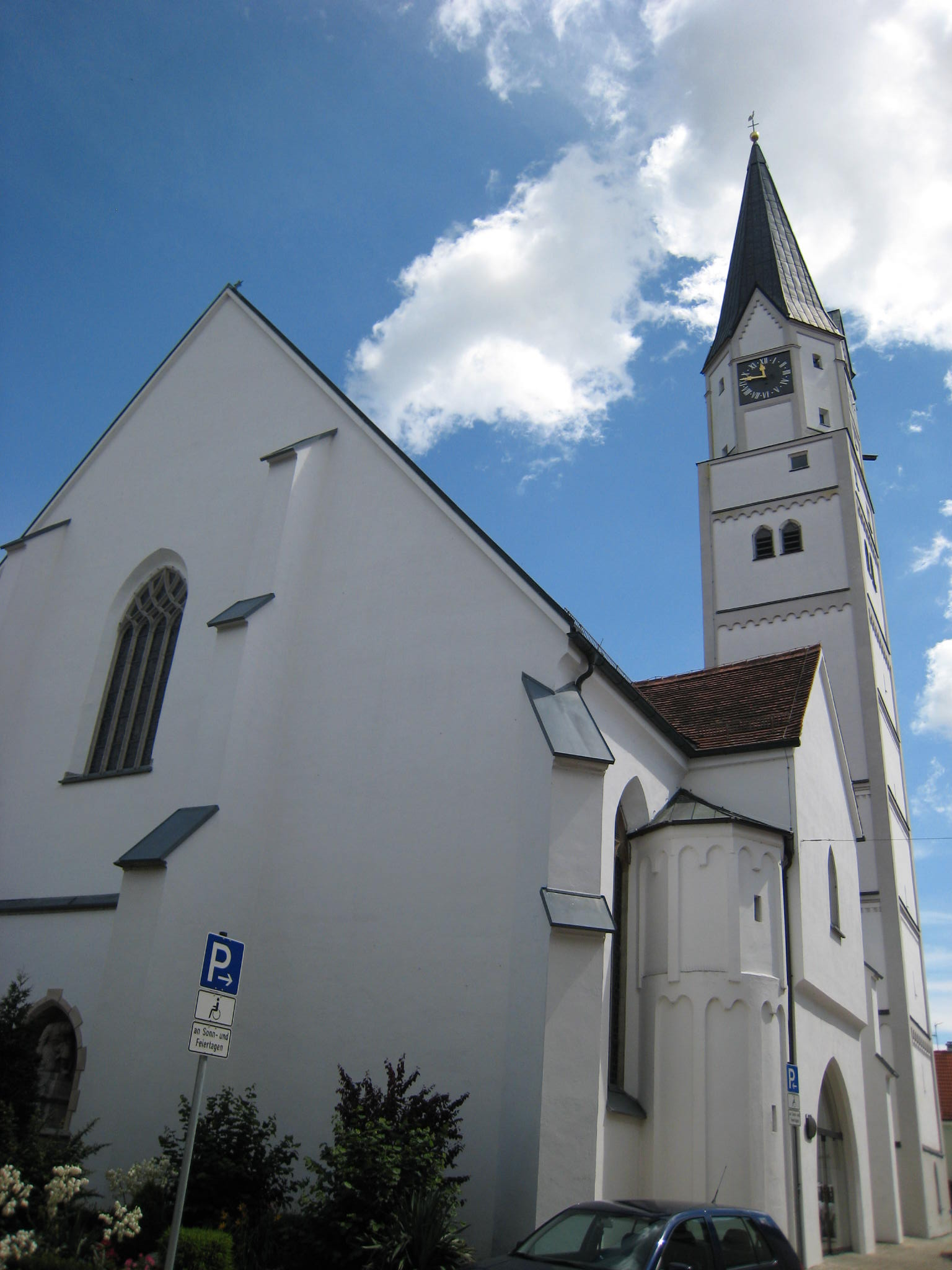
Kerk
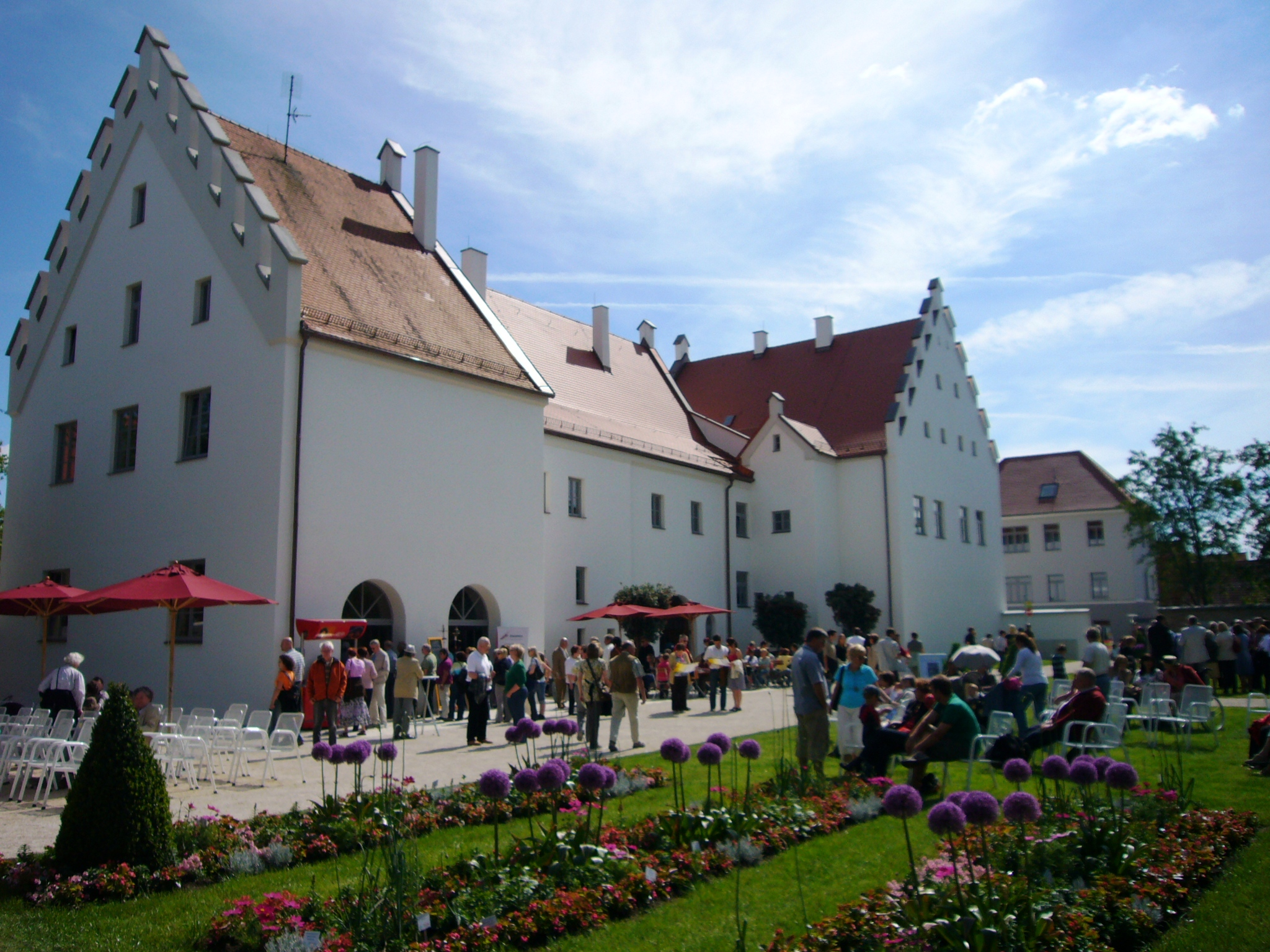
Kasteel

Alerheim ·
Amerdingen ·
Asbach-Bäumenheim ·
Auhausen ·
Buchdorf ·
Daiting ·
Deiningen ·
Donauwörth ·
Ederheim ·
Ehingen am Ries ·
Forheim ·
Fremdingen ·
Fünfstetten ·
Genderkingen ·
Hainsfarth ·
Harburg ·
Hohenaltheim ·
Holzheim ·
Huisheim ·
Kaisheim ·
Maihingen ·
Marktoffingen ·
Marxheim ·
Megesheim ·
Mertingen ·
Mönchsdeggingen ·
Monheim ·
Möttingen ·
Munningen ·
Münster ·
Niederschönenfeld ·
Nördlingen ·
Oberndorf am Lech ·
Oettingen in Bayern ·
Otting ·
Rain ·
Reimlingen ·
Rögling ·
Tagmersheim ·
Tapfheim ·
Wallerstein ·
Wechingen ·
Wemding ·
Wolferstadt